# 阿根廷海警
阿根廷海警（西班牙語：Prefectura Naval Argentina），或称阿根廷海事署，是阿根廷负责内河、海域及海岸巡防的机构，隶属阿根廷安全部。舰艇名以PNA作为前缀。

## 历史

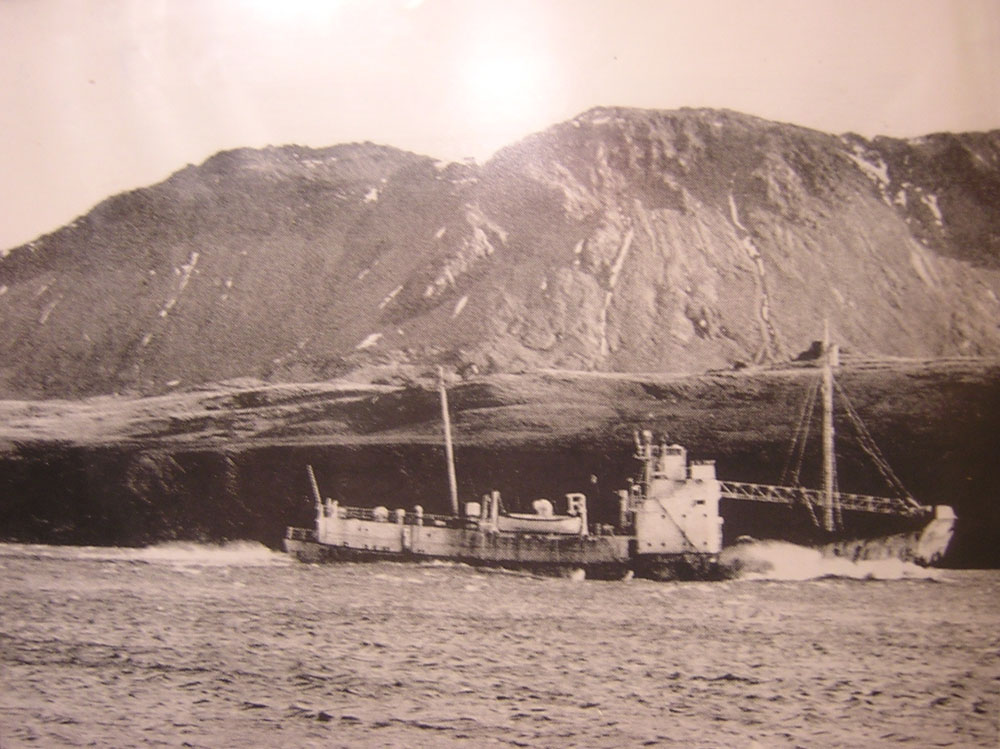
阿根廷海警GC-13号舰

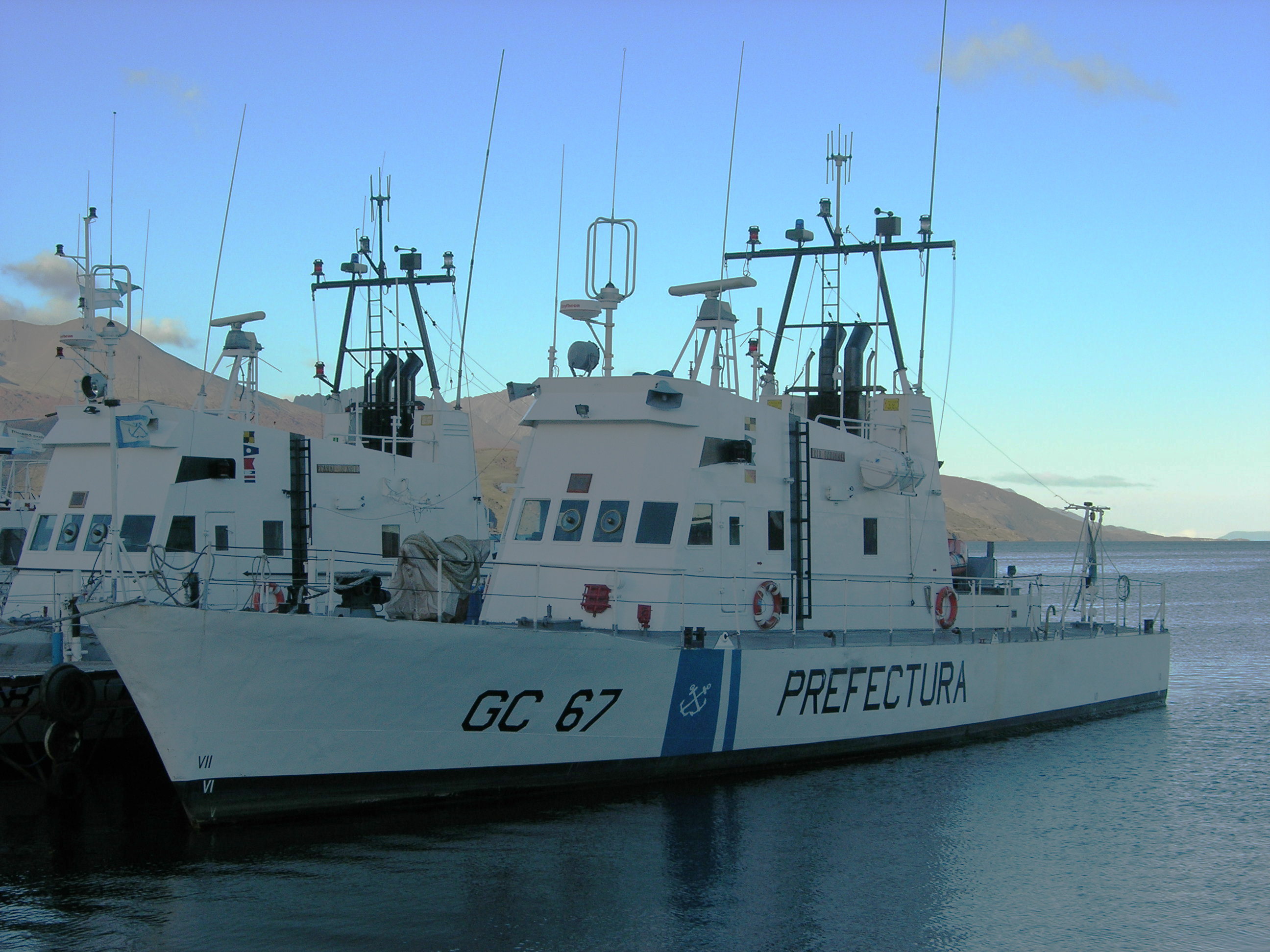
阿根廷海警GC-67号舰在乌斯怀亚

### 结构沿革
阿根廷海警的前身可以追溯到“港口都署”（西班牙語：la Capitanía de Puertos）。1810年，第一届国民政府授权成立了港口都署。1896年，应时任参议员曼努埃尔·弗洛伦西奥·曼蒂拉的要求，阿根廷通过法案成立了“国家海事署”（西班牙語：Prefectura Nacional Marítima），继承了先前的港口都署。1969年，该机构更名为现在所用的“阿根廷海事署”（西班牙語：Prefectura Naval Argentina）。
1984年，阿根廷海警开始进行去武装化，由过去的隶属于阿根廷海军转到直属于阿根廷国防部。1992年，转换成由阿根廷国防部和阿根廷内政部的双重领导。1996年起，阿根廷海警转由阿根廷内政部下辖。2010年，其转到阿根廷安全部下属。

### 马岛战争
阿根廷海警参与了1982年的马岛战争，其主要执行巡逻、侦察、搜救、运输等任务。参与行动的有：
- 航空器分配给阿根廷海军和阿根廷空军
  - 5架肖特SC.7运输机（英语：Short SC.7 Skyvan）[3]
  - 1架SA 330L美洲狮直升机[4]
- 海岸警卫舰
  - GC-82 马尔维纳斯岛号
  - GC-83 伊瓜苏号
  - GC-77 圣马蒂亚斯湾号

1982年5月1日，GC-82 马尔维纳斯岛号曾和一架来自英军巡防舰的山猫直升机进行了交火。1982年6月14日阿根廷投降后，GC-82 马尔维纳斯岛号在斯坦利港被英军扣押，之后转变成英国皇家海军的虎湾号巡逻艇。
GC-83 伊瓜苏号在1982年5月22日遭到英军两架海鹞战斗攻击机的袭击，海警船员使用了舰上机枪进行了反击，该舰受创最终搁浅并被放弃。

### 击沉渔船事件
阿根廷海警也负责防止该国专属经济区内进行的非法捕鱼行为。
1986年5月28日，一艘台湾渔船Chian-der 3号被阿根廷海警GC-28号巡逻艇击沉，造成台湾渔民一人死亡，一人失踪。
2016年3月14日，一艘中国大陆渔船“鲁烟远渔010号”被阿根廷海警同一艘巡逻艇GC-28号击沉，没有造成人员伤亡。

## 组织编制

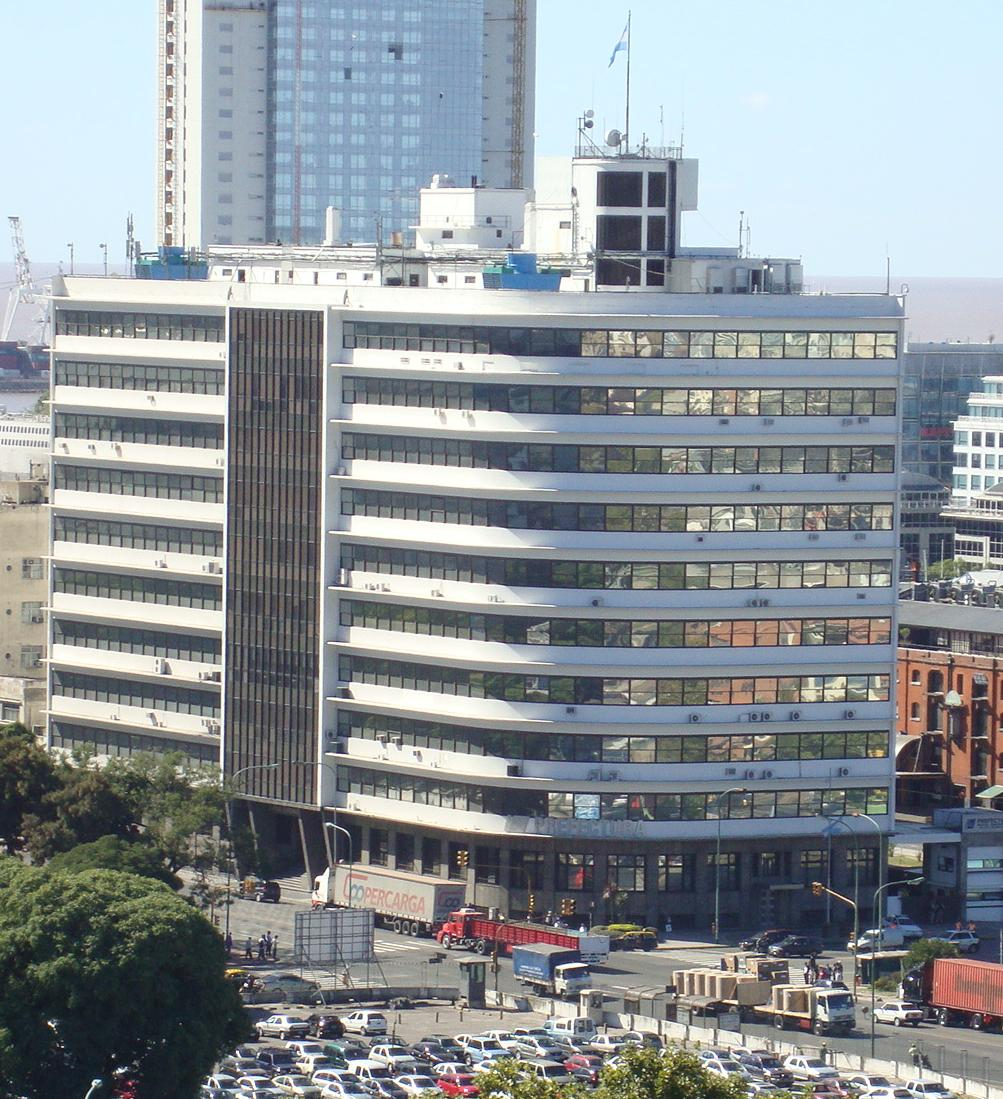
机构总部布宜诺斯艾利斯海岸警卫队大楼

阿根廷海警的总部位于布宜诺斯艾利斯的海岸警卫队大楼。阿根廷海警下分成10个管辖区，分别为：
- 上巴拉那区，总部在巴拉那河畔的波萨达斯
- 上乌拉圭区，总部在乌拉圭河畔的帕索-德洛斯利夫雷斯
- 下巴拉那区，总部在巴拉那河畔的罗萨里奥
- 下乌拉圭区，总部在乌拉圭河畔康塞普西翁
- 三角洲地区，总部在蒂格雷 (布宜诺斯艾利斯省)
- 湖区和科马休区，总部在内乌肯
- 阿根廷北部滨海区，总部在布兰卡港
- 阿根廷南部滨海区，总部在里奥加耶戈斯
- 拉普拉塔河区，总部在布宜诺斯艾利斯
- 上巴拉那和巴拉圭区，总部在科连特斯

## 现役装备

### 舰艇
阿根廷海警有如下现役舰艇（不包括小型舰艇）：
| 级别        | 照片 | 产地   | 任务       | 排水量   | 数量                                |
| ----------- | ---- | ------ | ---------- | -------- | ----------------------------------- |
| 曼提拉级    |      | 西班牙 | 巡邏艦     | 1,000 吨 | 5                                   |
| 沙达格级    |      | 以色列 | 河流巡逻   | 72 吨    | 4                                   |
| GC-13号     |      | 荷蘭   | 搜救、后勤 | 700 吨   | 1                                   |
| Z-28级      |      | 德国   | 巡逻舰     | 81 吨    | 12+ (最初20艘, 2艘在马岛战争中损失) |
| Tonina级    |      | 阿根廷 | 拖船和打捞 |          | 1                                   |
| Toro级      |      | 阿根廷 | 巡逻与追击 |          | 4+                                  |
| Yaguareté级 |      | 阿根廷 | 装甲巡逻艇 |          | 2+                                  |

### 飞行器
| 飞行器              | 产地   | 任务           | 型号                              | 数量   |        |        |
| 直升机              | 直升机 | 直升机         | 直升机                            | 直升机 | 直升机 | 直升机 |
| ------------------- | ------ | -------------- | --------------------------------- | ------ | ------ | ------ |
| 歐直EC225超級美洲獅 | 法國   | 运输、搜救     | EC 225 SAR                        | 1      |        |        |
| 歐直AS355松鼠二型   | 法國   | 巡逻           | AS 335 NP                         | 2      |        |        |
| 歐直AS365海豚       | 法國   | 搜救           | AS 365 N2                         | 4      |        |        |
| Schweizer 300       | 美国   | 训练           | 300 C                             | 4      |        |        |
| 貝爾206             | 義大利 | 巡逻           | AB-206                            | 2      |        |        |
| 固定翼飞机          |        |                |                                   |        |        |        |
| CASA C-212          | 西班牙 | 海上巡逻，运输 | C-212-300C-212-300MP              | 2      |        |        |
| 比奇超级空中国王    | 美国   | 通用，海上监视 | Hawker Beechcraft King Air 350 ER | 2      |        |        |
| 派珀                | 阿根廷 |                | PA-31                             | 2      |        |        |